# Siyabonga Nkosi
Siyabonga Solace Nkosi (ur. 22 sierpnia 1981) – południowoafrykański piłkarz, reprezentant kraju. Występuje na pozycji pomocnika w izraelskim klubie Supersport United. Poprzednio występował w Bloemfontein Celtic, Kaizer Chiefs, Arminia Bielefeld i Maccabi Netanja.
Pomysłodawcą ściągnięcia Nkosiego na Schüco Arena był ówczesny szkoleniowiec Arminii - Ernst Middendorp. Do transferu doszło przed rozpoczęciem sezonu 2007/08. Niemiecki zespół wydał na piłkarza prawie pół miliona euro.